# Kościół św. Anny w Żałem
Kościół świętej Anny w Żałem – rzymskokatolicki kościół parafialny należący do parafii pod tym samym wezwaniem (dekanat rypiński diecezji płockiej).
W 1925 roku projekt świątyni został zamówiony u warszawskiego architekta Jarosława Wojciechowskiego, natomiast w czerwcu 1929 roku rozpoczęto wykopy pod fundamenty nowego kościoła na placu, ofiarowanym przez sukcesorów folwarku Żałe po śmierci Adolfa Chełmickiego. Biskup sufragan Leon Wetmański w dniu 29 sierpnia 1931 roku poświęcił kamień węgielny, w 1936 roku świątynia została zasklepiona, zostały wykonane tynki i witraże według projektu J Śliwińskiego. Świątynia została poświęcona przez ks. Stanisława Gogolewskiego, dziekana rypińskiego, w dniu 14 marca 1937 roku, natomiast konsekrował ją biskup sufragan płocki Leon Wetmański w dniu 1 czerwca 1939 roku. Stara świątynia została rozebrana w 1938 roku. W 1936 roku został ufundowany ołtarz główny, wykonany przez Piotra Dąbka z Brodnicy, zawierający elementy ołtarza ze starej budowli. W polu centralnym znajdował się obraz św. Anny (namalowany przez ks. A. Dmochowskiego z Płocka); w 1939 roku została dobudowana mensa kamienna i ołtarz został konsekrowany. W kaplicy bocznej znajduje się ołtarz Serca Jezusowego, wykonany przez Piotra Dąbka.
W 1948 roku świątynia została otynkowana. W dniu 8 maja 1950 roku pożar uszkodził prezbiterium i ołtarz główny. Po tym zdarzeniu w 1950 roku została wykonana polichromia według projektu Władysława Drapiewskiego (odnowiono ją w 1993 roku), w 1956 roku został ufundowany nowy ołtarz główny na miejscu spalonego, ozdobiony obrazem św. Anny (namalował go Leon Drapiewski z Poznania) oraz ołtarz boczny poświęcony Matki Bożej (został wykonany przez Zofię i Zbigniewa Kowalskich z Krakowa); obok ołtarza bocznego są umieszczone obrazy Matki Bożej (ze starej świątyni) i Najświętszej Maryi Panny Nieustającej Pomocy, przywieziony z Rzymu w 1903 roku, pobłogosławiony przez papieża Leona XIII. W 1957 roku został kupiony ołtarz boczny poświęcony świętemu Józefowi (został wykonany przez Zofię i Zbigniewa Kowalskich z Krakowa); obok ołtarza są umieszczone obrazy: świętego Andrzeja Boboli i świętego Stanisława Kostki. Pozostałymi elementami wyposażenia wnętrza są: ambona i trzy konfesjonały. W 1960 roku została założona posadzka terakotowa, natomiast w 1964 roku zostały kupione trzy nowe dzwony: „Stanisław-Wojciech”, „Wniebowzięta”, „Anna”. W 1966 roku Zygmunt Kamiński z Warszawy wykonał organy o 15 głosach z trakturą pneumatyczną. Chrzcielnica z drewna została wykonana w 1937 roku.